# Temporada 1968 del Campeonato Europeo de Fórmula Dos
La temporada 1968 del Campeonato Europeo de Fórmula Dos fue la segunda edición de dicho campeonato.

## Calendario
|    | Circuito           | Fecha      | Vueltas | Distancia        | Tiempo                | Velocidad                 | Pole Position        | Vuelta rápida        | Ganador                           |
| -- | ------------------ | ---------- | ------- | ---------------- | --------------------- | ------------------------- | -------------------- | -------------------- | --------------------------------- |
| 1  | Hockenheim         | 7 April    | 20+20   | 6.769=270.76 km  | 1'25:49.7             | 189.280 km/h              | Jean-Pierre Beltoise | Henri Pescarolo      | Jean-Pierre Beltoise              |
| 2  | Thruxton           | 15 April   | 54      | 3.862=208.548 km | 1'09:45.6 1'09:53.0   | 179.370 km/h 179.054 km/h | Jochen Rindt         | Jochen Rindt         | Jochen Rindt Jean-Pierre Beltoise |
| 3  | Jarama             | 28 April   | 60      | 3.404=204.24 km  | 1'30:09.7             | 135.916 km/h              | Jean-Pierre Beltoise | Jean-Pierre Beltoise | Jean-Pierre Beltoise              |
| 4  | Zolder             | 5 May      | 24+24   | 4.186=200.928 km | 1'11:51.8 1'12:32.1   | 167.758 km/h 166.205 km/h | Jochen Rindt         | Jochen Rindt         | Jochen Rindt Chris Irwin          |
| 5  | Crystal Palace     | 3 June     | 90      | 2.237=201.330 km | 1'20:06.8 1'20:37.0   | 150.784 km/h 149.842 km/h | Brian Redman         | Jochen Rindt         | Jochen Rindt Brian Redman         |
| 6  | Tulln-Langenlebarn | 14 July    | 35+35   | 2.86=200.2 km    | 1'15:24.63 1'15:57.15 | 150.377 km/h 149.304 km/h | Jochen Rindt         | Jochen Rindt         | Jochen Rindt Jean-Pierre Beltoise |
| 7  | Zandvoort          | 28 July    | 50      | 4.193=209.65 km  | 1'13:52.18            | 170.286 km/h              | Derek Bell           | Tino Brambilla       | Jean-Pierre Beltoise              |
| 8  | Pergusa-Enna       | 25 August  | 50      | 4.798=239.90 km  | 1'02:40.6             | 229.655 km/h 229.655 km/h | Henri Pescarolo      | Jochen Rindt         | Jochen Rindt Piers Courage        |
| 9  | Hockenheim         | 13 October | 35      | 6.769=236.915 km | 1'11:40.2             | 198.338 km/h              | Jochen Rindt         | Tino Brambilla       | Tino Brambilla                    |
| 10 | Vallelunga         | 27 October | 40+40   | 3.115=249.2 km   | 1'43:02.7             | 145.102 km/h              | Tino Brambilla       | Tino Brambilla       | Tino Brambilla                    |

## Campeonato de pilotos
Por cada carrera se otorgaron puntos: 9 puntos para el ganador, 6 para el segundo lugar, 4 para el tercer lugar, 3 para el cuarto lugar, 2 para el quinto lugar y 1 para el sexto lugar. No se otorgaron puntos adicionales.
| Pos.               | Nombre               | Equipo                     | Chasis         | Motor        | HOC | THR | JAR | ZOL | CRY | TUL | ZAN | EMM | HOC | VLL | Puntos |
| ------------------ | -------------------- | -------------------------- | -------------- | ------------ | --- | --- | --- | --- | --- | --- | --- | --- | --- | --- | ------ |
| 1                  | Jean-Pierre Beltoise | Matra Sports               | Matra          | Ford         | 9   | 9   | 9   | -   | -   | 9   | 9   | -   | -   | 3   | 48     |
| 2                  | Henri Pescarolo      | Matra Sports               | Matra          | Ford         | 6   | -   | 4   | -   | -   | 6   | 6   | (1) | 6   | 2   | 30     |
| 3                  | Tino Brambilla       | Scuderia Picchio Rossa     | Brabham        | Ford         | -   | -   | -   | -   | -   | 2   | -   |     |     |     | 26     |
| 3                  | Tino Brambilla       | Ferrari                    | Ferrari        | Ferrari Dino |     |     |     |     |     |     |     | 6   | 9   | 9   | 26     |
| 4                  | Brian Redman         | Bridges Racing             | Lola           | Ford         | -   | -   | -   | 6   | 9   | -   | -   | -   | -   | -   | 15     |
| 5                  | Derek Bell           | Church Farm Racing         | Brabham        | Ford         | -   | 6   | -   | -   | -   |     |     |     |     |     | 15     |
| 5                  | Derek Bell           | Ferrari                    | Ferrari        | Ferrari Dino |     |     |     |     |     | 1   | -   | 3   | 4   | 1   | 15     |
| 6                  | Jackie Oliver        | Team Lotus                 | Lotus          | Ford         | -   | 4   | -   | -   | 4   | 3   | -   | -   | 3   | -   | 14     |
| 7                  | Kurt Ahrens, Jr.     | private entry              | Brabham        | Ford         | -   | 3   | 6   | -   | -   | 4   | -   | -   | -   | -   | 13     |
|                    | Piers Courage        | Williams Racing            | Brabham        | Ford         | 4   | -   | -   | -   | -   | -   | -   | 9   | -   | -   | 13     |
|                    | Clay Regazzoni       | Tecno Racing               | Tecno          | Ford         | -   | -   | 3   | -   | 6   | -   | -   | 4   | -   | -   | 13     |
| 10                 | Chris Irwin          | Lola Racing                | Lola           | Ford         | -   | -   | -   | 9   | -   | -   | -   | -   | -   | -   | 9      |
| 11                 | Peter Gethin         | Lythgoe Racing             | Chevron        | Ford         | -   | -   | -   | 3   | -   | -   | -   | -   | -   |     | 7      |
| 11                 | Peter Gethin         | Lythgoe Racing             | Brabham        | Ford         |     |     |     |     |     |     |     |     |     | 4   | 7      |
| 12                 | Robin Widdows        | McLaren Racing             | McLaren        | Ford         | 1   | -   | -   |     |     |     |     |     |     |     | 6      |
| 12                 | Robin Widdows        | Chequered Flag Racing      | McLaren        | Ford         |     |     |     | 4   | -   | -   | 1   | -   | -   | -   | 6      |
|                    | Andrea de Adamich    | Ferrari                    | Ferrari        | Ferrari Dino | -   | -   | -   | -   | -   | -   | -   | -   | -   | 6   | 6      |
| 14                 | Jo Schlesser         | Écurie International       | McLaren        | Ford         | 2   | -   | -   | -   | 3   | -   | -   | -   | -   | -   | 5      |
| 15                 | Richard Attwood      | Harris Racing              | Tecno          | Ford         | -   | -   | -   | -   | -   | -   | 4   | -   | -   | -   | 4      |
|                    | Brian Hart           | Merlyn Racing              | Merlyn-Brabham | Ford         | -   | -   | 1   | -   | -   | -   | -   |     |     |     | 4      |
| Church Farm Racing | Brian Hart           | Brabham                    | Ford           |              |     |     |     |     |     |     | 2   | 1   | -   |     | 4      |
| 17                 | Chris Lambert        | London Racing              | Brabham        | Ford         | 3   | -   | -   | -   | -   | -   | -   | -   | -   | -   | 3      |
|                    | Alan Rees            | Winkelmann Racing          | Brabham        | Ford         | -   | 1   | -   | 2   | -   | -   | -   | -   | -   | -   | 3      |
|                    | Silvio Moser         | Vögele Racing              | Tecno          | Ford         | -   | -   | -   | -   | -   | -   | 3   | -   | -   | -   | 3      |
| 20                 | Chris Williams       | Bridges Racing             | Lola           | Ford         | -   | 2   | -   | -   | -   | -   | -   | -   | -   | -   | 2      |
|                    | Jorge de Bagration   | Escudería Nacional         | Lola           | Ford         | -   | -   | 2   | -   | -   | -   | -   | -   | -   | -   | 2      |
|                    | Jean-Pierre Jaussaud | Tecno Racing               | Tecno          | Ford         | -   | -   | -   | -   | 2   | -   | -   | -   | -   | -   | 2      |
|                    | Eric Offenstadt      | Harris Racing              | Tecno          | Ford         | -   | -   | -   | -   | -   | -   | 2   | -   | -   | -   | 2      |
|                    | David Hobbs          | Bridges Racing             | Lola           | Ford         | -   | -   | -   | -   | -   | -   | -   | -   | 2   | -   | 2      |
| 25                 | Alistair Walker      | Lola Racing/Walker Racing  | Lola           | Ford         | -   | -   | -   | 1   | -   | -   | -   | -   | -   | -   | 1      |
|                    | Picko Tröberg        | Frank Williams Racing Cars | Brabham        | Ford         | -   | -   | -   | -   | -   | -   | -   | -   | -   | -   | 0      |
|                    | Bruno Frey           | Midland Racing Team        | Lotus          | Ford         | -   | -   | -   | -   | -   | -   | -   | -   | -   | -   | 0      |
|                    | Alex Soler-Roig      | Escudería Nacional         | Lola           | Ford         | -   | -   | -   | -   | -   | -   | -   | -   | -   | -   | 0      |